# 中国人民解放军第十一军
中国人民解放军第十一军，是中国人民解放军曾经的一个军。曾历经三次组建，一次转隶海军，一次转隶空军与一次撤销。

## 沿革

### 第一次编成
1945年9月初，晋冀鲁豫军区为对付国民党军的进攻，将所属太行军区各军分区部队编为太行纵队，随即参加上党战役。10月9日，根据中共中央关于编组超地方性正规兵团的指示，太行纵队在山西省襄垣县亭镇编为晋冀鲁豫军区第三纵队。陈锡联任司令员，彭涛任政治委员，阎红彦任副司令员，曾绍山任副司令员兼参谋长，卢仁灿任政治部主任。下辖第7、第8、第9旅，并新建炮兵营，共2万余人。1947年11月15日，以第3纵队机关部分人员组建皖西军区机关。同时调第7旅第20团、第8旅第24团、第9旅第27团、纵队教导团、补充团等共7000余人归皖西军区指挥。此时，刘昌毅任纵队副司令员。1948年3月，第3纵队转至淮河以北地区实施机动。1948年5月9日，晋冀鲁豫野战军第三纵队改称中原野战军第三纵队。阎红彦任副政治委员兼政治部主任。在参加宛东战役、豫东战役后，至河南省叶县进行新式整军。11～12月参加淮海战役。
1949年3月1日，根据中央军委关于统一全军编制及部队番号的命令，中原野战军第3纵队在安徽省阜阳县改称中国人民解放军第十一军，隶属第二野战军第3兵团。曾绍山任军长，鲍先志任政治委员，郑国仲任副军长，钟汉华任副政治委员，杨国宇任参谋长，刘华清任政治部主任。第7、第8、第9旅依次改称第31、第32、第33师。同时，由皖西军区指挥的第20团（欠第2营）、第24团（欠第2营）归建，全军共2.2万余人。
渡江战役后，11军奉命向西南进军，先后参加了川黔作战和成都、重庆战役，并建立川东、大竹、万县、云阳4个军分区。在此期间，11军奉命调拨3000名战士，300匹骡马，各种武器10000余件，支援18军进军西藏。1950年7月，11军奉令，军部及直属队调山东组建海军青岛基地。1960年，海军青岛基地与海军旅顺基地合编为中国人民解放军海军北海舰队。

### 第二次编成
1951年3月，留在四川的第32师、33师，从川东驻地开赴河北廊坊地区集结，同时从第61军调出182师，奉命组建第二个中国人民解放军第十一军，曾绍山、鲍先志仍任军长政委。
1953年3月20日，以第十一军军部为基础，在山东潍坊成立第一个中国人民解放军空军第五军，第二个第十一军军番号随之撤销。后迁至福建泉州。1954年4月调驻浙江杭州。1954年6月，空军第三、第十二师归该军领导。之后，该军还领导4个飞行师、1个高炮师和6个独立团。1976年1月，空军第五军建制撤销。

### 第三次编成
根据1969年11月14日的命令，于1969年11月25日，以毛泽东《井冈山的斗争》发表41周年为纪念，在云南滇西正式成立陆军第十一军，为陆军简编军，下辖：
- 陆军第三十一师（由陆军第四十九师更改番号而来）
- 陆军第三十二师 （由边防民族第一支队及边防团组成）

1979年5月5日，遵照命令，将云南省军区独立师改编为陆军第三十三师。
1970年至1984年，经过7次扩编，逐步增加了军炮兵团、高炮团、坦克团、教导大队、技术侦察队等多个部队，成为一支编制完善的陆军野战军。参与了对越自卫反击战与两山战役。
1985年，陆军第十一军根据体制改革、精简整编的战略决策，按照成都军区（1985）司务字第51号命令，撤销军部和33师，保留31师、32师，分别编为南方摩托化步兵师和南方乙种步兵师，归陆军第十四集团军建制。

## 编制
1985年撤编前，陆军第十一军下辖：
- 军直部队
  - 高炮团
  - 地炮团
  - 坦克团
  - 教导大队
  - 技术侦察队
- 陆军第三十一师
- 陆军第三十二师
- 陆军第三十三师

## 脚注
1. ↑  1950年起为海军青岛基地
2. ↑  1953年起为空五军